# Halvrimmen
Halvrimmen er en by i Han Herred med 617 indbyggere  (2024), beliggende 5 km nordøst for Brovst, 21 km øst for Fjerritslev og 11 km sydvest for kommunesædet Aabybro. Byen hører til Jammerbugt Kommune og ligger i Region Nordjylland.
Indtil 2007 hørte Halvrimmen til Brovst Kommune.
Halvrimmen hører til Langeslund Sogn, som blev udskilt fra Brovst Sogn 1. november 1993. Langeslund Kirke ligger i Arentsminde 2½ km nordøst for Halvrimmen.

## Faciliteter
- Halvrimmen Skole overlevede Jammerbugt Kommunes store lukning af skoler i 2011 og fortsatte som indskolingsskole med 0.-3. klasse for elever fra Øland, Arentsminde og Halvrimmen.[2] Det gav et potentiale på 120 børn, men fordi forældrene foretrak de store skoler, var antallet nede på 25 i 2014, hvor kommunen lukkede skolen.[3] 1. maj 2019 startede kommunen et autismetilbud på skolen.[4]

- Børnehuset er en aldersintegreret institution, normeret til 32 børn i alderen 0-6 år.[5]

- ØAH Hallen, der også er for Øland og Arentsminde, ligger i Halvrimmen. Øland-Halvrimmen Idrætsklub (ØHIK) benytter hallen og tilbyder fodbold, håndbold, badminton og billard. Hallen har motionscenter.[6]

- Det gamle bibliotek er hjemsted for Lokalhistorisk Forening, som blev stiftet i 2002.[7]

- Den nedlagte kro rummer nu en købmandsforretning. Byen har desuden bageri og pizza-grillrestaurant.
- Der er tre genbrugsbutikker i byen, hvoraf to drives af borgerforeningen
- Der er en skotøjsbutik i den tidligere kirke i byen

## Historie
I 1859 bestod Halvrimmen kun af en skole.. Endnu i 1870 var der ikke sket nogen udvikling på stedet.. Halvrimmen Kro startede som gæstgivergård, hvor postvognen holdt ind.

### Jernbanen
Nørresundby-Fjerritslev Jernbane (1897-1969) anlagde billetsalgssted, senere station ved den stadig ensomt beliggende Halvrimmen Skole. Stationen havde et 146 meter langt krydsningsspor med ø-perron og læssespor med stikspor, der havde galgekran af jernprofiler og enderampe ved stationsbygningen. Varehuset var af træ og blev udvidet i 1909. Stationsbygningen er bevaret på Banevej 3, men udhusene er revet ned. Fra Nørre Øksevej til Gl. Kongevej findes en 100 meter lang sti, der går på banens tracé.

### Stationsbyen
I 1901 beskrives Halvrimmen således: "Halvrimmen, Huse, ved Landevejen, med Kro, Købmandsforretninger, Andelsmejeri, Valgsted for Amtets 5. Folketingskr. og Jærnbanestation" Det lave målebordsblad fra 1900-tallet viser desuden forsamlingshus, telefoncentral, vandværk og elværk. Kroen betegnes som afholdshotel.
I de følgende år voksede Halvrimmen kun langsomt, sandsynligvis trængt af den mere velforsynede by Brovst..
Da Brovst Kommune i 1968 fik en dispositionsplan var det forudset, at Halvrimmen skulle udvides med et mindre boligområde mod nord, og at byen skulle aflastes for gennemkørende færdsel med en omfartsvej syd om byen . Et nyt kvarter er bygget nord for skolen, men der er ikke kommet omfartsvej.

## Folketal
| År   | Antal husstande | Indbyggere | År   | Indbyggere |
| ---- | --------------- | ---------- | ---- | ---------- |
| 1906 | -               | 234        | 1976 | 717        |
| 1911 | 65              | 298        | 1981 | 817        |
| 1916 | 70              | 307        | 1986 | 749        |
| 1921 | -               | 319        | 1990 | 729        |
| 1925 | -               | 348        | 1996 | 695        |
| 1930 | 98              | 342        | 1997 | 702        |
| 1935 | 107             | 379        | 1998 | 726        |
| 1950 | -               | 493        | 2000 | 698        |
| 1955 | -               | 551        | 2004 | 658        |

I 1930 var erhvervssammensætningen følgende: 66 levede af landbrug, 128 af håndværk og industri, 43 af handel og omsætning, 23 af transport, 9 af tjenesteydelser, 31 af husgerning, 40 var ude af erhverv og 2 havde ikke givet oplysning om indtægtsforhold .